# Xã Norden, Quận Hamlin, Nam Dakota
Xã Norden (tiếng Anh: Norden Township) là một xã thuộc quận Hamlin, tiểu bang Nam Dakota, Hoa Kỳ. Năm 2010, dân số của xã này là 511 người.